# Derobrochus typharum
Derobrochus typharum là một loài Trichoptera hóa thạch trong họ Polycentropodidae.